# 国際連合人間居住計画
国際連合人間居住計画（こくさいれんごうにんげんきょじゅうけいかく、英語: United Nations Human Settlements Programme）は、1978年に設立された国際連合の機関。本部はケニアのナイロビに置かれている。日本語の略称は国連ハビタット、英語の略称はUN-Habitat。

## 概要

### 経緯
国際連合人間居住計画（国連ハビタット）は、第1回国際連合人間居住会議（1976年、バンクーバー）における人間居住宣言を受けて設立された「人間居住委員会（英語: Commission on Human Settlements）」と、その事務局である「国際連合人間居住センター（英語: United Nations Centre for Human Settlements：ハビタット）」を前身とする。略称の「ハビタット」とは、ラテン語で「居住」を意味する。 
第2回国際連合人間居住会議（1996年6月、イスタンブール）においては、人間居住環境を開発の主要な課題として認識した「ハビタット・アジェンダ（世界行動計画）」が採択され、国連人間居住センターの機能強化が提唱された。これを受け、2002年、人間居住委員会と国連人間居住センターは、「国際連合人間居住計画」に改組された（略称は「国連ハビタット」）。

### 組織
本部はケニアのナイロビにある。事務局長はマイムナー・モハメド・シャリフ。意思決定機関の管理理事会には、58ヶ国の理事国があり、日本も理事国となっている。
また、世界4ヵ所に地域本部を設置しており、その内の１つ、アジア太平洋地域本部（1997年設立、本部長：是澤優）が福岡市に置かれている。
4つの地域本部は次のとおり
- アフリカ地域本部 （ケニア／ナイロビ）
- ラテンアメリカ及びカリブ海地域本部 （ブラジル／リオ・デ・ジャネイロ）
- アジア太平洋地域本部 （日本／福岡）
- アラブ諸国地域本部 （エジプト／カイロ）

国連ハビタット福岡本部（アジア太平洋担当）は、2017年に創立20周年となる。